# Te Escucho
Te Escucho es un programa de radio y televisión creado y conducido por Luisa Delfino. Es considerado como el primer programa argentino que hizo foco y ayudó a visibilizar temas tabú en la sociedad y la opinión pública de la época, tales como la depresión, la ansiedad, la bulimia, la anorexia nerviosa, el aborto y la violencia de género, entre otros. Su versión radial lleva más de 30 años al aire rotando en diferentes FMs, y actualmente se emite por Radio Rivadavia.

## Historia
En 1989 Luisa Delfino atravesó una fuerte depresión, sumada a ataques de ansiedad y fobias, lo cual la llevó a probar un tratamiento diseñado por Dr. Roberto Banani Rey, y tras el cual en algo más de dos meses Delfino superó este estado. En ese mismo año le ofrecen realizar un programa radial sobre relaciones amorosas en Radio Del Plata, idea que la locutora objeta, explicando que el programa debía tener el propósito pura y exclusivamente de dar el servicio de la escucha, en base a lo que ella misma pasó con su depresión y la sensación de que lo mismo podía llegar a pasarle a más personas; ya que en aquella época no era común hablar en público sobre temas de la psicología y mucho menos del concepto de salud mental, que era un tema tabú.
Luisa registra la marca Te Escucho y lo informa a la Radio, y Del Plata acepta con cierto temor la idea de que el programa tenga la participación de oyentes en vivo, ya que no existía ningún otro programa radial ni televisivo que hable con oyentes íntimamente ni trate con psicólogos. El programa sale al aire en 1990 por Radio del Plata. Luisa relata que en la producción del programa tenían amigos "pactados" para entrar en las llamadas por si la propuesta resultaba un fracaso. Sin embargo, apenas se abrieron las líneas el programa comenzó a recibir cientos de llamadas y se convierte en un éxito arrollador. Debido a esto, la TV Pública Argentina (por entonces denominada Argentina Televisora Color o simplemente ATC) decide ofrecerle a Delfino llevar el programa a la emisora estatal.
En marzo de 1991 sale al aire Te Escucho, un programa de televisión que salía paralelamente con la emisión en radio, los viernes a las 00:00. Por más de 9 temporadas fue uno de los programas de medianoche más vistos de Argentina, con oyentes en vivo, profesionales trabajando en el programa, convenios con hospitales y donaciones.
En el año 1999 la versión televisiva llegó a su fin. Sin embargo, el programa radial subsiste hasta la actualidad; fue emitido en varias radios manteniéndose de 1991 a 1996 en Radio del Plata, de 1996 a 2002 en Radio Rivadavia, de 2002 a 2006 en Radio Continental, y de 2006 a 2021 en Radio del Plata nuevamente, y  desde el 5 de febrero de 2022 en Radio Rivadavia los domingos.
Gracias a la gran aceptación que tuvo el ciclo en Radio Rivadavia se decide que el programa salga al aire los sábados y domingos de 00hs a 01hs.

## Radio
| Año             | Programa               | Radio             |
| --------------- | ---------------------- | ----------------- |
| 1991 - 1996     | Te Escucho             | Radio Del Plata   |
| 1996 - 2002     | Te Escucho             | Radio Rivadavia   |
| 2002 - 2006     | Te escucho, El Regreso | Radio Continental |
| 2006 - 2021     | Te Escucho             | Radio Del Plata   |
| 2022 - presente | Te Escucho             | Radio Rivadavia   |

### Podcast
- 2019 - 2020: Luisa Te Escucha
- 2021: Te Escucho (Infobae)
- 2023: Te Escucho (Radio Rivadavia - Spotify)

## Televisión
| Año         | Programa   | Canal                    |
| ----------- | ---------- | ------------------------ |
| 1991 - 1999 | Te Escucho | Televisión Pública (ATC) |